# Webカメラ

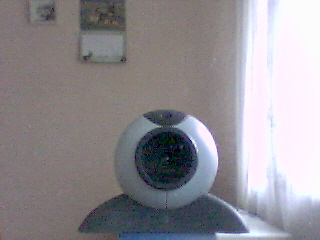
Logitech QuickCam Messenger（V-UAS14）

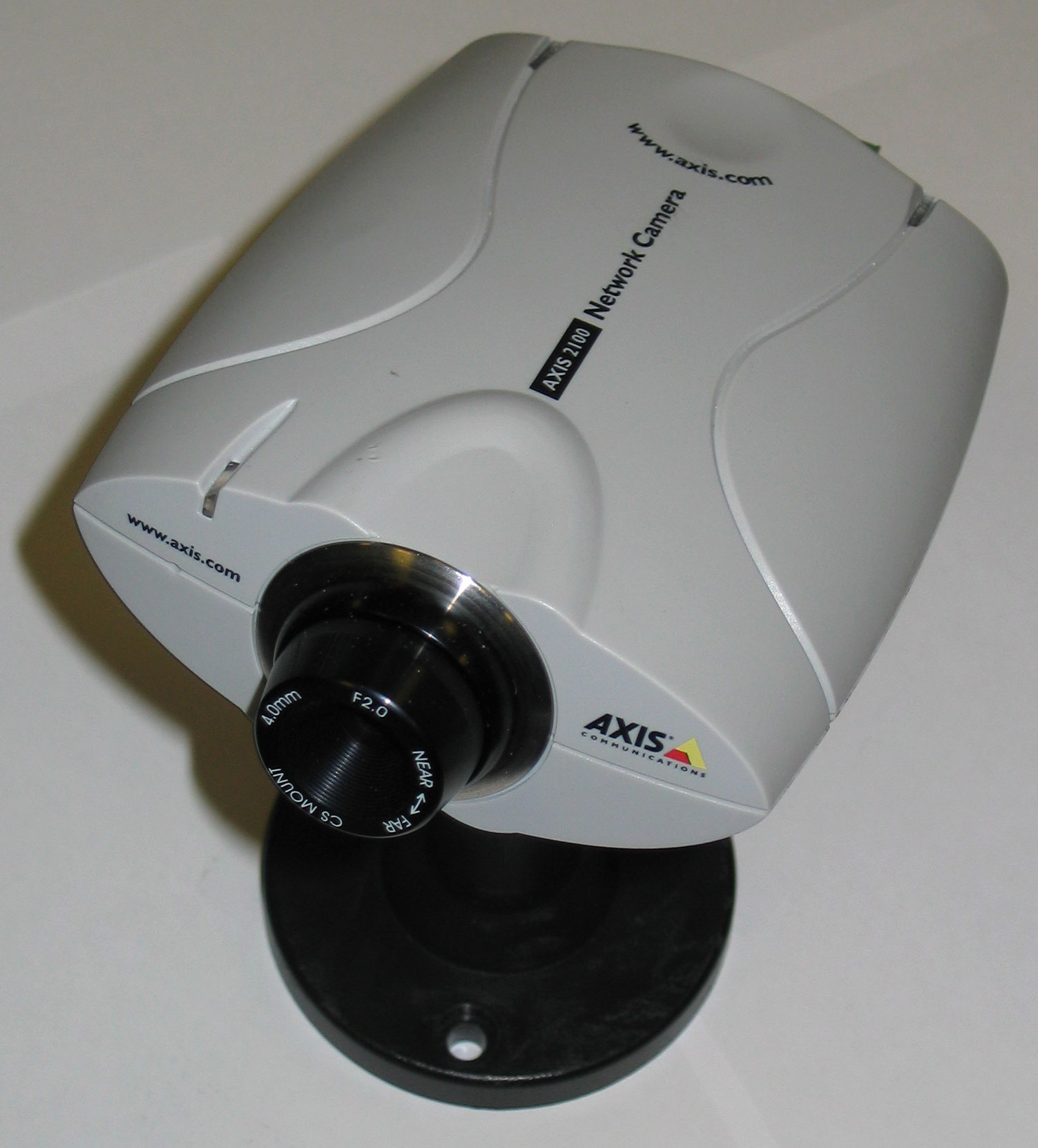
Axis Network WebCam（AX-2100）

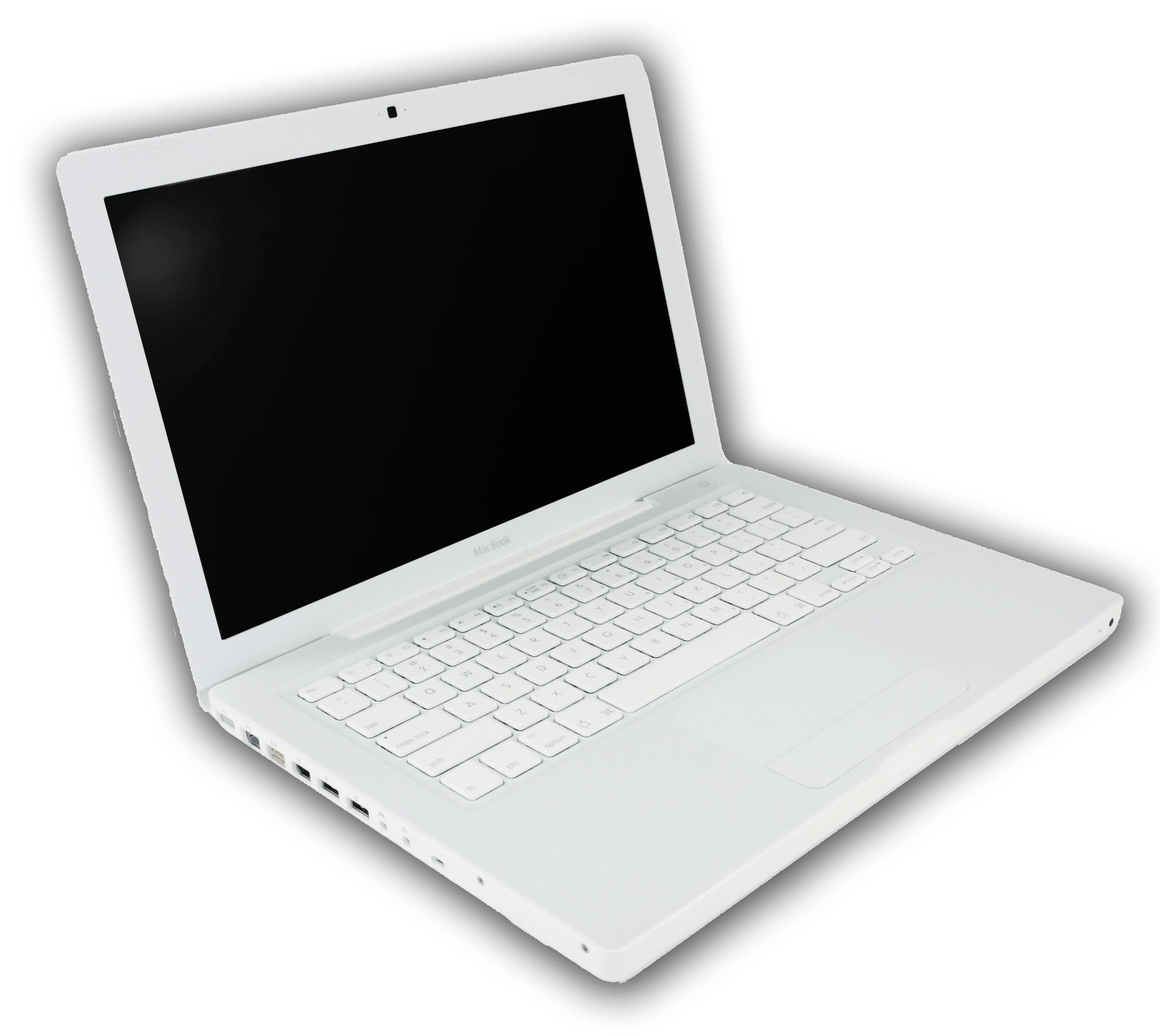
ウェブカメラ (iSight) を画面上部に内蔵したノートパソコン (MacBook)

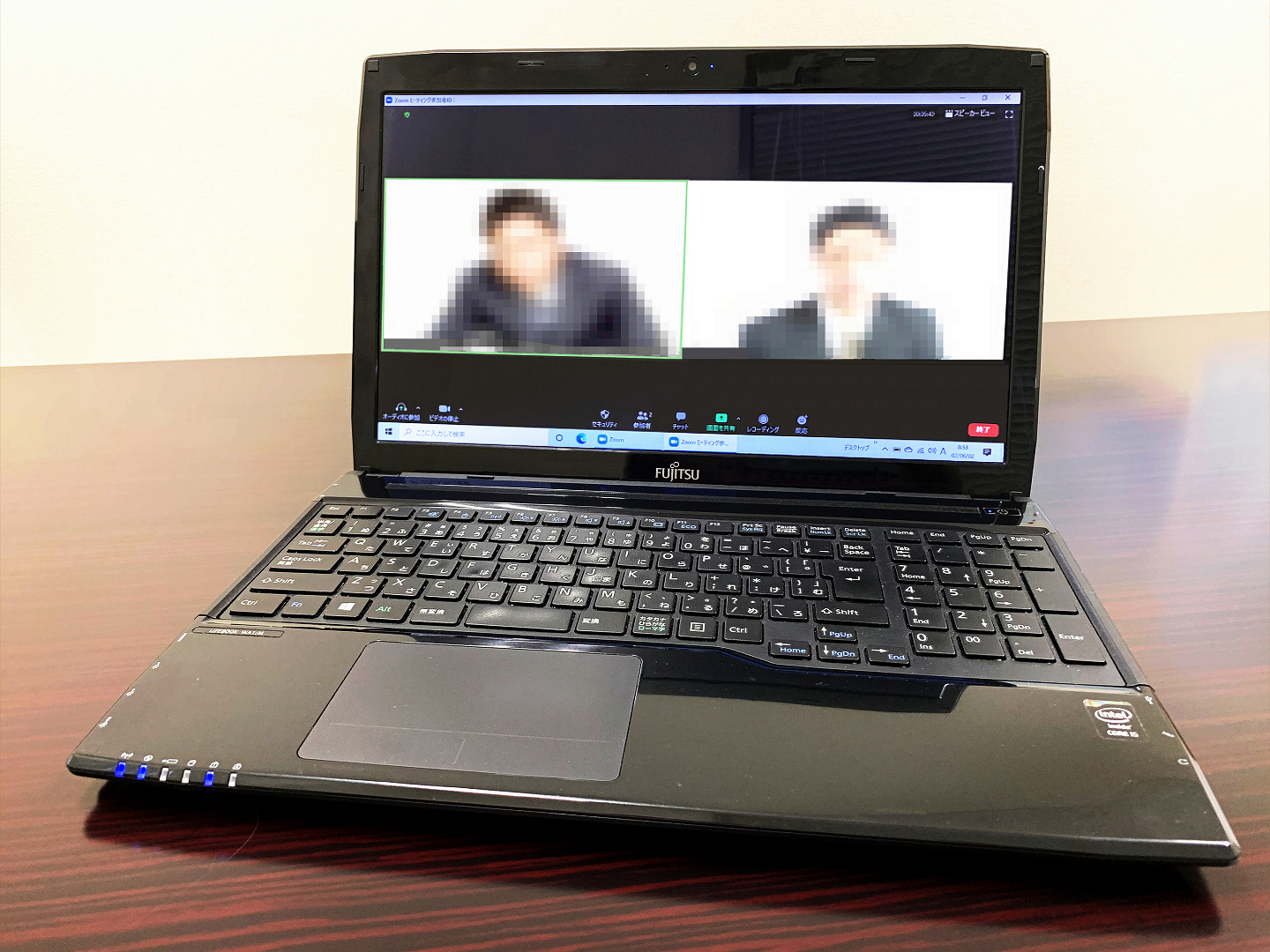
ノートパソコンのWebカメラを利用した「Web会議」

Webカメラ（ウェブカメラ）は、WWW、インスタントメッセージ、PCビデオ等を使用して、撮影された画像にアクセスできるリアルタイムカメラのこと。広義にはライブカメラ（生中継カメラ）一般を指す。一般的に、撮影された画像は、リアルタイム、または一定間隔で保存される。PCに接続しリアルタイム画像転送の可能なUSB、IEEE 1394等のインタフェースを持ったカメラを指すほか、ネットワークインタフェースを持ち、WWWでアクセス可能なカメラのついた組み込み機器（ネットワークカメラ）を含むこともある。

## 歴史
世界で最初のライブカメラは、1991年、ケンブリッジ大学計算機研究所の「トロイの部屋」と呼ばれた研究室に置かれたコーヒーメーカー（トロイの部屋のコーヒーポット）を写したものだった。当初は研究所内のみに公開されていたが、1993年にインターネットに接続された。このWebカメラは2001年8月21日に撤去された。
多くの新技術のように、ウェブカメラもアダルト産業で使用され、積極的な技術の進歩を見せた。
アダルト産業は「生」のイメージを要求し、それは今日、様々な形式で利用できる「ストリーミングウェブカメラ」となっている。
初めは個人間のテレビ会議を意図されていたが、インターネットユーザーが世界中の他の場所に設置されたカメラからの画像を見て楽しんでいるということは、早いうちから分かっていた。

## ビデオカメラとしてのウェブカメラ
本来リアルタイム放送（生中継）に用いられることを目的としているウェブカメラだが、最近では一般のビデオカメラと同様に使用されることがしばしばある。
前述の通り、動画共有サイトにアップロードする動画の撮影に主に使用される。主な理由としては、パソコンへの取り込み作業が必要ないこと、技術進歩によって、一般のビデオカメラにも劣らないほど
の高画質映像を撮影できるようになったことがあげられる。

## 現在のウェブカメラ
今日、世界中には何千ものウェブカメラがあり、そのカメラは、家、オフィス、その他の建物からのパノラマ風景を提供している。
交通、天気、火山などの観測などにも使用されている。
このウェブカメラを用いて通信相手に自分の顔を送信する機能がYahoo!メッセンジャー、Google+ ハングアウト、AOL Instant Messenger、iChat、Skype などのインスタントメッセンジャーやインターネット電話サービスに搭載され、世界中のパソコン利用者に一対一の映像つきの電話（ビデオチャット）が広まっていった。YouTubeのような動画投稿サイトでは、ウェブカメラから取り込んだ動画の投稿も行われている。配信機能が防犯カメラ代わりに使われることもある。
他にも、ドワンゴが運営するニコニコ動画のニコニコ生放送、USTREAM などの生放送にてウェブカメラを使用した生放送がある。

## デジタルカメラのwebカメラへの転用
新型コロナウイルス感染症のパンデミックによる、在宅勤務を中心としたテレワークやオンライン授業の急増や外出全体の減少の結果、2020年2月最終週のwebカメラ売り上げは2019年の2.7倍を記録した。Webカメラが需要急増や品薄となる中、一方で、（本来は動画向けではない）デジタルカメラをwebカメラに転用する流れも現れた。2019年10月に発売されたミラーレス一眼カメラ「SIGMA fp」は、USBケーブルを1本接続だけで、容易にwebカメラへの転用が可能だった。
2020年4月、キヤノンの米関連会社Canon U.S.A.は、同社製の一部のカメラをWebカメラ化するWindows用ソフトウェアのベータ版を公開した。
2020年5月、富士フイルムは、同社のデジタルカメラをwebカメラ化するソフトウェアを無償公開した。
2020年6月、ニコンイメージングジャパンは、ニコン製デジタルカメラを社外の汎用ソフトでwebカメラ化する動画を公表した。
このほか、トイデジカメと通称される安価なデジタルカメラには、解像度は低いもののウェブカメラ代わりに使用することが可能となる製品が多い。

## 問題点
- 自分の子供の様子をパソコンや携帯電話などで閲覧できることなどが人気を呼び、保育所や幼稚園、マンションなどにウェブカメラが設置される例が増えているが、設定ミスなどの要因により、インターネット上で外部から丸見えの状態になっており、窓の外や背景に映ったごくわずかな情報（ビルの並び、外を走る車など）でも住所を特定される危険がある。こうした映像を「覗き見」できるサイトも報告されており、プライバシー侵害などの点で問題となっているが、現状では日本では盗撮の定義にはあたらず、犯罪には問いにくく、法規制を求める声も強い[7]。
- アメリカでは、ニュージャージー州で2010年9月に、男子大学生が室内のプライバシー映像をルームメイトにウェブカメラで盗撮され、Twitterに投稿された。当該の大学生は、これを苦にして自殺した。盗撮していたルームメイトの男女2人はその後逮捕された[8]。

*倫理的な問題以外の、ウェブカメラ本体に起因する技術的トラブルも現れている。撮影した映像の視聴に、ActiveXやAdobe Flashを要する製品も数多く流通したが、どちらも既に広くは使われなくなっている技術であることや、対応するブラウザの市場シェア減少によって、積極的に映像をウェブ公開できなくなるケースが存在する。製品によっては別の手法で使い続けられるようアップデート対応がなされる場合もあるが、製造年的にサポートされない製品も少なくない。そうした製品には、ウェブカメラが一般化しだす以前に発売された高価なものも多くあり、購入者が容易に買い替えられない事情もある。